# Ceguera cortical
La ceguera cortical es debida a un daño cerebral en las áreas visuales primarias del lóbulo occipital estando conservados los órganos visuales (ojos, nervio óptico...) y se caracteriza por una vaga percepción de la luz o del movimiento, no pudiendo ir más allá de esto. Esto hace que los sujetos que la padecen rara vez choquen con los objetos y esto haga pensar que se trata de una simulación. En este sentido será necesario diferenciarlo del síndrome de Münchhausen  o ceguera simulada.

## Anosognosia y alucinaciones
Además la ceguera cortical muchas veces se acompaña de anosognosia; siendo la anosognosia la incapacidad para ser consciente de los déficits de uno mismo. Por tanto pueden ser pacientes que niegan su propia ceguera o no le dan la importancia que realmente tiene. 
Junto a la anosognosia también pueden aparecer alucinaciones visuales simples o elaboradas que remplacen la falta de percepción del sujeto y protejan la negación de la ceguera
Cuando aparece junto con anosognosia y alucinaciones se llama Síndrome de Anton.

## Comorbilidad y diagnóstico
La ceguera cortical rara vez está aislada, pudiendo estar acompañada de desorientación espacial, confusión mental, acalculia, amnesia...
En este sentido es fundamental una completa evaluación por parte del médico y del neuropsicólogo de todas las funciones cognitivas.

## Pronóstico
El pronóstico es pesimista cuando la pérdida de visión es total (sin percepción de luz) y especialmente cuando la lesión que la provoca es bilateral (afecta a ambos hemisferios cerebrales).
La mejora de producirse comienza con la visión de luz, luego de movimiento y colores fuertes y/o claros y finalmente de formas y objetos
.